# 長野県道261号野尻停車場線
長野県道261号野尻停車場線（ながのけんどう261ごう のじりていしゃじょうせん）は、長野県木曽郡大桑村の中央本線野尻駅から国道19号交点を結ぶ一般県道。

## 概要

### 路線データ
- 起点：中央本線野尻駅
- 終点：木曽郡大桑村野尻（野尻交差点、国道19号交点）

## 通過する自治体
- 長野県
  - 木曽郡大桑村

## 交差する道路
- 国道19号（野尻交差点、終点）